# Lovers & Haters
Lovers & Haters è un cortometraggio-documentario del 2007, diretto da Spike Lee, sulla vita della cantante Mariah Carey.